# Cyrulik Warszawski (pismo)
Cyrulik Warszawski – satyryczny tygodnik literacki wydawany w latach 1926–1934 w Warszawie, związany z obozem piłsudczykowskim i grupą literacką Skamander.
Cyrulik Warszawski został założony przez poetów wywodzących się z grupy Skamandra przy poparciu finansowym i organizacyjnym ówczesnego obozu rządzącego. Miał nakład w wysokości 25 tys. egzemplarzy.  Kolejnymi redaktorami (i często wydawcami) byli: Leon Osiński, Ludwik Fiszer, Leszek Serafinowicz (Jan Lechoń), M. Łubowski, J. Zimosz oraz Jerzy Paczkowski. Motto, jakie przyświecało Cyrulikowi, zaczerpnięte było z Pierre'a Beaumarchais'go i brzmiało Śmiejmy się! Kto wie, czy świat potrwa jeszcze trzy tygodnie.
Duży rozgłos przyniosły Cyrulikowi Warszawskiemu szopki polityczne wystawiane w latach 1927–1930.
Według raportu współpracownika SB z lat siedemdziesiątych, Antoni Słonimski w prywatnej rozmowie Stwierdził, że:

w Encyklopedii Warszawy pod hasłem "Cyrulik Warszawski" jako reprezentantów humoru wymieniono Iwaszkiewicza i Wierzyńskiego. Czytelnik, który nie znajdzie ich nazwisk w rocznikach pisma, niech nie myśli, że go oszukano, bo wyjaśnienie jest proste-pisywali pod pseudonimami Jan Lechoń i Antoni Słonimski.

Po przejęciu czasopisma przez warszawski koncern Dom Prasy S.A., Cyrulik przestał być drukowany w 1934 roku.

## Współpracownicy
Współpracownicy Cyrulika Warszawskiego to m.in.:
- Julian Tuwim
- Marian Hemar
- Konstanty Ildefons Gałczyński
- Kazimierz Wierzyński
- Antoni Słonimski
- Wiktor Popławski
- Julian Wołoszynowski
- Janusz Minkiewicz
- Światopełk Karpiński
- Jarosław Iwaszkiewicz
- Zofia Terné

w tym graficy:
- Zdzisław Czermański
- Władysław Daszewski
- Maja Berezowska
- Jerzy Zaruba
- Feliks Topolski
- Mieczysław Piotrowski
- Antoni Wasilewski